# Ragnar Ahrens
Ludvig Arvid Ragnar Ahrens, född 2 december 1908 i Malmö, död 28 augusti 1987 i Hägersten, Stockholm, var en svensk konstnär och kortfilmsregissör.
Han var son till stuveriarbetaren Karl August Ahrens och Olga Vilhelmina Pettersson. Ahrens studerade vid Skånska målarskolan i Malmö och under studieresor till Paris. Han debuterade i en samlingsutställning med Skånes konstförening 1940. Hans konst består av naket, porträtt och aktstudier i olja eller krita. Han medverkade som regissör för kortfilmen Att lära att lära från 1968. Ahrens är gravsatt i minneslunden på Skogskyrkogården i Stockholm.